# 997 Пріска
997 Пріска (997 Priska) — астероїд головного поясу, відкритий 12 липня 1923 року.
Тіссеранів параметр щодо Юпітера — 3,333.